# La traviata
La traviata è un'opera in tre atti di Giuseppe Verdi su libretto di Francesco Maria Piave. È incentrata su La signora delle camelie, opera teatrale di Alexandre Dumas figlio, che lo stesso autore trasse dal suo precedente omonimo romanzo. Viene considerata parte di una cosiddetta "trilogia popolare" di Verdi, assieme a Il trovatore e a Rigoletto.

## Storia
L’opera fu in parte composta nella villa degli editori Ricordi a Cadenabbia, sul lago di Como e nella Tenuta di Sant'Agata. La prima rappresentazione avvenne al Teatro La Fenice di Venezia il 6 marzo 1853 ma, a causa forse di interpreti carenti e - probabilmente - per il soggetto allora considerato scabroso, non si rivelò il successo che il suo autore si attendeva; fu ripresa il 6 maggio dell'anno successivo, sempre a Venezia ma al Teatro San Benedetto, in una versione rielaborata e con interpreti di miglior qualità, come Maria Spezia Aldighieri e finalmente, diretta dal compositore, riscosse il meritato successo.
A causa della critica alla società borghese, l'opera, nei teatri di Firenze, Bologna, Parma (10 gennaio 1855 nel Teatro Regio di Parma come Violetta), Napoli e Roma, fu rimaneggiata dalla censura e messa in scena con alcuni pezzi totalmente stravolti. Sempre per sfuggire alla censura, l'opera dovette essere spostata come ambientazione cronologica dal XIX al XVIII secolo.
Per le rivoluzionarie e scabrose tematiche trattate, la perfezione melodica e l’asciuttezza ed efficacia delle orchestrazioni, l’opera è considerata uno dei capolavori di Verdi ed una delle più grandi opere mai scritte; secondo i dati pubblicati da Operabase nel 2013, La traviata è l'opera più rappresentata al mondo nelle ultime cinque stagioni, con 629 recite.

## Trama

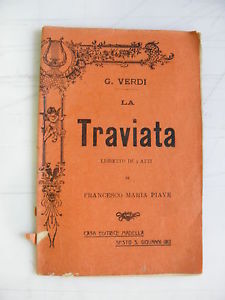
La copertina del libretto in una edizione popolare dell'Edizioni Madella di inizio novecento

3 Atti
(Giuseppe Verdi nella lettera a Francesco Maria Piave sulla trama de La Traviata)

### Atto I
(Scena I, Scena II, Scena III, Scena IV)
Dopo un profondo e toccante Preludio, il sipario si apre mostrando un elegante salone della casa parigina di Violetta Valery, dove lei, donna di mondo, attende gli invitati. Violetta saluta tra gli altri Flora Bervoix e il visconte Gastone de Letorières, che le presenta Alfredo Germont, spiegandole che è un suo grande ammiratore e che durante la sua recente malattia si era recato spesso nella sua casa per ricevere notizie. Dopo aver chiesto spiegazioni per il comportamento ammirevole di Alfredo, Violetta rimprovera il suo protettore, il Barone Douphol, di non aver avuto la stessa curiosità del giovane innamorato; il Barone, irritato, mostra il suo disappunto a Flora. Poco dopo, Gastone propone un brindisi al Barone che rifiuta; Alfredo ritroso accetta invitato da Violetta cui si uniscono gli altri invitati, che cantano alla vita e alla bellezza che fugge e al vino che riscalda l'amore (Libiamo ne' lieti calici).

### Atto II
(Scena I, Scena II, Scena III, Scena IV, Scena V, Scena VI, Scena VII, Scena VIII, Scena IX, Scena X, Scena XI, Scena XII, Scena XIII, Scena XIV, Scena XV)

#### Quadro I
Alfredo e Violetta convivono ormai da tre mesi nella casa di campagna presa in affitto dal Barone per lei; il giovane è contento della sua vita con l'amata (De' miei bollenti spiriti), quando sopraggiunge Annina, la domestica di lei. Interrogata da Alfredo, ella ammette di essere stata a Parigi per vendere tutti i beni della sua padrona coi quali poter pagare le spese di mantenimento della casa, per una somma di 1.000 luigi; Alfredo promette di andare lui stesso a sistemare gli affari e raccomanda ad Annina di non far parola del loro dialogo con Violetta. Rimasto solo, Alfredo si incolpa per la situazione finanziaria (Oh mio rimorso! Oh infamia!)

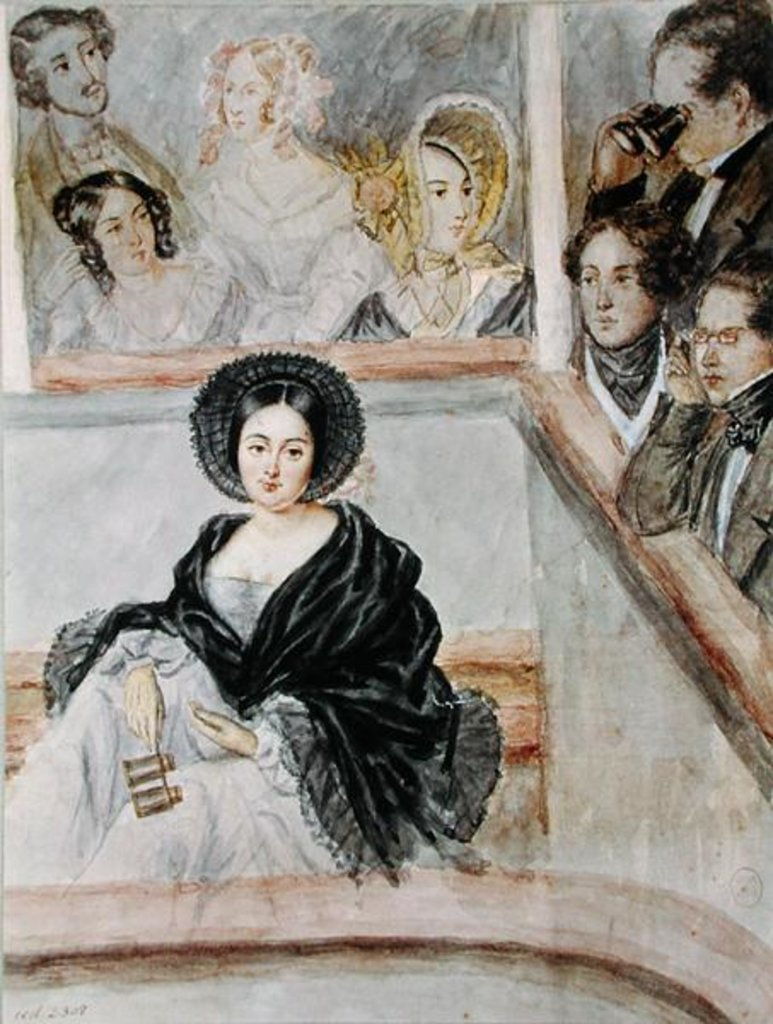
Marie Duplessis, che ispirò La signora delle camelie di Alexandre Dumas (figlio) e, attraverso questa, La Traviata

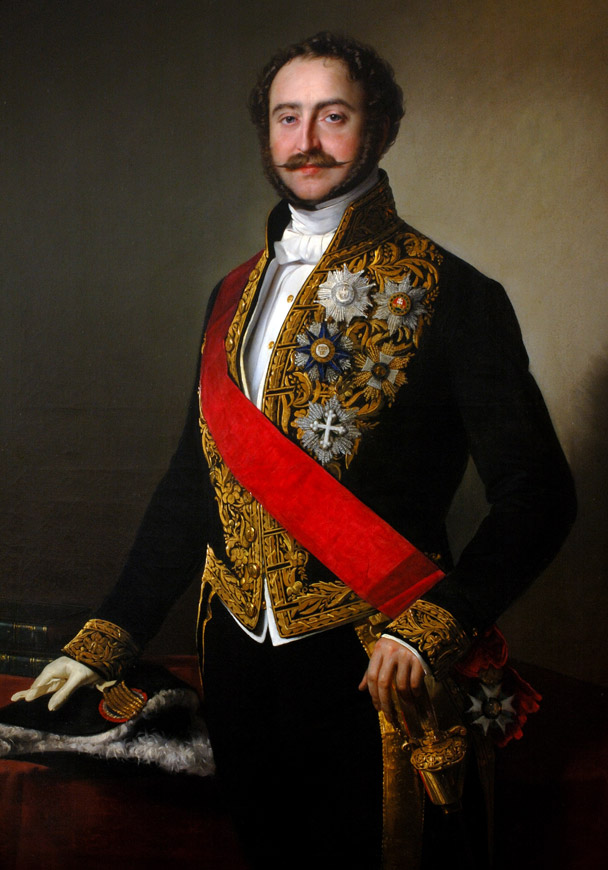
Agénor de Gramont, amante di Marie Duplessis e ministro di Napoleone III, ispirò il ruolo di Alfredo Germont

Violetta entra in scena ed il suo cameriere, Giuseppe, le porge una lettera di invito per quella sera ad una festa presso il palazzo di Flora Bervoix. Subito dopo Giuseppe annuncia la visita di un signore, che Violetta crede sia il suo avvocato e fa entrare. È invece Giorgio Germont, il padre di Alfredo, che l'accusa duramente di voler spogliare Alfredo delle sue ricchezze. Violetta allora gli mostra i documenti che provano la vendita di ogni suo avere per mantenere l'amante presso di lei: il vecchio signore capisce la situazione, ma pur convinto dell'amore che lega Violetta al figlio, le chiede un sacrificio per salvare il futuro dei suoi due figli. Germont spiega che ha anche una figlia e che Alfredo, se non torna subito a casa, rischia di mettere in pericolo il matrimonio della sorella (Pura siccome un angelo). Violetta così propone di allontanarsi per un certo periodo da Alfredo; ma non basta e il vecchio Germont le chiede di abbandonarlo per sempre, il che Violetta non può accettare, non avendo parenti o amici ed essendo affetta dalla tisi. Germont le fa allora notare che quando il tempo avrà cancellato la sua avvenenza (Un dì quando le veneri), Alfredo si stancherà di lei, che non potrà trarre nessun conforto, non essendo la loro unione benedetta dal cielo. Stremata, Violetta accetta di lasciare Alfredo.
Rimasta sola, Violetta scrive dapprima al barone Douphol, poi ad Alfredo per annunciargli la sua decisione di lasciarlo; non appena terminata la lettera, Alfredo entra agitato perché ha saputo della presenza del padre. Propone a Violetta di andare a conoscerlo ma lei, dopo essersi fatta giurare l'amore di Alfredo (Amami Alfredo), fugge. Alfredo si insospettisce della fuga di Violetta, e riceve la lettera (dal cocchio in partenza) che lei poco prima stava scrivendo. "Alfredo, al giungervi di questo foglio..."  è quanto legge e quanto basta per fargli capire che Violetta lo ha lasciato. Quando vede l'invito di Flora sul tavolo, capisce che Violetta è alla festa, e, infuriato, decide di recarvisi anche lui, nonostante le suppliche del padre (Di Provenza il mar, il suol).

#### Quadro II
Alla festa a casa di Flora Bervoix si vocifera della separazione di Violetta e Alfredo. Durante i festeggiamenti per il carnevale, Alfredo arriva per cercare Violetta, che arriva accompagnata dal barone. Alfredo, giocando, insulta in modo indiretto Violetta, scatenando l'ira del barone, che lo sfida ad una partita di carte. Il barone perde ed Alfredo incassa una grande somma. Violetta chiede un colloquio con Alfredo, durante il quale lo supplica di andare via e, mentendogli, dice di essere innamorata del Barone. Alfredo, sdegnato, chiama tutti gli invitati (Or testimon vi chiamo che qui pagata io l'ho), e getta una borsa di denaro ai piedi di Violetta, che sviene in braccio a Flora. Tutti inveiscono contro Alfredo, e arriva il padre che lo rimprovera del fatto. Il barone decide di sfidare a duello Alfredo. Alfredo ha rimorso per il gesto di pubblico disprezzo fatto a spese di Violetta, che a sua volta si dichiara convinta che un giorno lui comprenderà le ragioni della separazione e rinnova la promessa di amore eterno.

### Atto III
(Scena I, Scena II, Scena III, Scena IV, Scena V, Scena VI, Scena ultima)
a lei deh perdona, tu accoglila, o Dio»
(Violetta, atto III scena IV)
La scena si svolge nella camera da letto di Violetta. La tisi si fa più acuta e ormai il dottor Grenvil rivela ad Annina che Violetta è in fin di vita (La tisi non le accorda che poche ore). Violetta, sola nella sua stanza, rilegge una lettera che custodiva vicino al petto, nella quale Giorgio Germont la informava di aver rivelato la verità ad Alfredo e che il suo amato, fuggito dopo aver ferito Douphol a duello, sta tornando da lei. Verdi accompagna il parlato della protagonista con un violino solista che accenna il canto d'amore di Alfredo del primo atto Di quell'amor ch'è palpito. Violetta sa che è troppo tardi ed esprime la sua disillusione nella romanza Addio, del passato bei sogni ridenti.
Per contrasto, all'esterno impazza il carnevale. Annina porta una buona notizia: è arrivato Alfredo, che entra, abbraccia Violetta e le promette di portarla con sé lontano da Parigi (Parigi, o cara). Giunge anche Giorgio Germont, che finalmente manifesta il suo rimorso. Violetta chiama a sé Alfredo e gli lascia un medaglione con la sua immagine, ella gli dice di sposarsi con una giovane che lo ami, ma mai di dimenticarla. Per un momento Violetta sembra riacquistare le forze, si alza dal letto, ma subito cade morta sul canapè.

## Organico orchestrale
La partitura di Verdi prevede l'utilizzo di:
- ottavino, 2 flauti, 2 oboi, 2 clarinetti, 2 fagotti
- 4 corni, 2 trombe, 3 tromboni, cimbasso
- timpani, grancassa, piatti, triangolo
- archi

Banda:
- 2 ottavini, 4 clarinetti
- 2 corni, 3 trombe, 2 tromboni, cimbasso
- grancassa, tamburello, castagnette
- arpa
- 2 contrabbassi

## Brani celebri

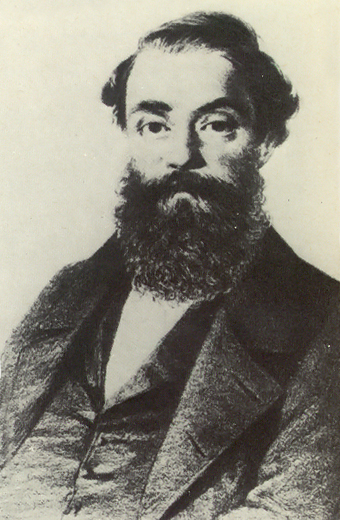
Il librettista Francesco Maria Piave

### Atto I
- Preludio
- Libiamo ne' lieti calici - Violetta, Alfredo e coro
- Un dì felice, eterea - Alfredo e Violetta
- È strano! È strano... Sempre libera degg'io - Violetta

### Atto II
- De' miei bollenti spiriti - Alfredo
- Pura siccome un angelo - Germont e Violetta
- Che fai? / Nulla / Scrivevi?... Amami Alfredo - Alfredo e Violetta
- Di Provenza il mar, il suol, - Germont
- Di Madride noi siamo i mattadori - Coro
- Mi chiamaste? Che bramate? - Alfredo e Violetta
- Qui testimon vi chiamo
- Finale

### Atto III
- Teneste la promessa - Violetta
- Addio, del passato bei sogni ridenti - Violetta
- Parigi, o cara - Alfredo e Violetta
- Gran Dio! Morir sì giovane - Violetta

## Numeri musicali

### Atto I
- 1 Preludio (Adagio in Mi maggiore)
- 2 Introduzione 
  - Introduzione Dell'invito trascorsa è già l'ora... (Violetta, Alfredo, Flora, Gastone, Barone, Marchese, Dottore, Coro) (Allegro brillantissimo e molto vivace in La maggiore) Scena I-II
  - La Traviata - Atto I - Libiamo ne' lieti calici - 1952Brindisi Libiam ne' lieti calici (Alfredo, Violetta, Flora, Gastone, Barone, Marchese, Dottore, Coro) (Allegretto in Si bemolle maggiore) Scena II
  - Valzer Che è ciò? - Non gradireste ora le danze? (Violetta, Flora, Gastone, Barone, Marchese, Dottore, Alfredo, Coro) (Allegro brillante in Mi bemolle maggiore) Scena II-III
  - Duetto Un dì, felice, eterea (Alfredo, Violetta) (Andantino in Fa maggiore) Scena III
  - Stretta dell'Introduzione Si ridesta in ciel l'aurora (Coro) (Allegro vivo in La bemolle maggiore) Scena IV
- 3 Aria di Violetta
  - Scena È strano!... è strano!... (Violetta) (Allegro) Scena V
  - Lucrezia Bori, Giuseppe Verdi, Ah! fors'è lui (La traviata)Verdi - Melba - Ah, fors'è lui (Violetta, La Traviata) - 1907Aria Ah, fors'è lui che l'anima (Violetta) (Andantino in fa minore) Scena V
  - Tempo di mezzo Follie!... follie!... (Violetta) (Allegro in Fa maggiore) Scena V
  - Verdi - Melba - Sempre libera (La Traviata) - 1904Cabaletta Sempre libera degg'io (Violetta) (Allegro brillante in La bemolle maggiore) Scena V

### Atto II
- 4 Scena e Aria di Alfredo
  - Scena Lunge da lei per me non v'ha diletto! (Alfredo) (Allegro vivace in la minore) Scena I
  - Aria De' miei bollenti spiriti (Alfredo) (Andante in Mi bemolle maggiore) Scena I
  - Tempo di mezzo Annina, donde vieni? (Alfredo, Annina) (Allegro in la minore) Scena II
  - Cabaletta Oh mio rimorso!... Oh infamia... (Alfredo) (Allegro in Do maggiore) Scena III
- 5 Scena e Duetto di Violetta e Germont
  - Scena Alfredo? - Per Parigi or or partiva (Violetta, Annina, Giuseppe) (Allegro in la minore) Scena IV-V
  - Scena Madamigella Valery? (Violetta, Germont) Scena V
  - Duetto Pura siccome un angelo (Germont, Violetta) (Allegro moderato in La bemolle maggiore) Scena V
  - Transizione Non sapete quale affetto (Violetta, Germont) (Vivacissimo in do minore) Scena V
  - Cantabile Un dì, quando le veneri (Germont, Violetta) (Andante piuttosto mosso in fa minore) Scena V
  - Transizione Così alla misera (Violetta, Germont) (Andante piuttosto mosso in re bemolle minore) Scena V
  - Cantabile Dite alla giovine sì bella e pura (Violetta, Germont) (Andantino in Mi bemolle maggiore) Scena V
  - Tempo di mezzo Or imponete - Non amarlo ditegli (Violetta, Germont) Scena V
  - Cabaletta Morrò!... la mia memoria (Violetta, Germont) (Allegro moderato in sol minore) Scena V
- 6 Scena, Duettino e Aria di Germont
  - Scena Dammi tu forza, o cielo! (Violetta, Alfredo, Annina) (Adagio in sol minore) Scena VI
  - Duettino Ch'ei qui non mi sorprenda... (Violetta, Alfredo) (Allegro assai mosso in la minore - Fa maggiore) Scena VI
  - Scena Ah, vive sol quel core all'amor mio!... (Alfredo, Giuseppe, Commissario) (Andante in re minore) Scena VII-VIII
  - Aria Di Provenza il mare, il suol (Germont) (Andante piuttosto mosso in Re bemolle maggiore) Scena VIII
  - Tempo di mezzo Né rispondi d'un padre all'affetto? (Germont, Alfredo) (Allegro in sol minore) Scena VIII
  - Cabaletta No, non udrai rimproveri (Germont, Alfredo) (Assai moderato in Si bemolle maggiore) Scena VIII
- 7 Finale II
  - Scena Avrem lieta di maschere la notte (Flora, Marchese, Dottore) (Allegro brillante in Do maggiore) Scena IX
  - Coro Noi siamo zingarelle (Coro di Zingare, Flora, Marchese) (Allegro moderato in mi minore) Scena X
  - Coro Di Madride noi siam mattadori (Coro di Mattadori, Gastone) (Allegro assai mosso in Do maggiore - Allegro assai vivo in sol minore) Scena XI
  - Seguito del Finale II Alfredo!... Voi!... - Qui desiata giungi... (Violetta, Alfredo, Flora, Gastone, Barone, Marchese, Dottore, Coro) (Allegro in Do maggiore - Allegro agitato in fa minore) Scena XII
  - Scena e Duettino Invitato a qui seguirmi (Violetta, Alfredo) (Allegro agitato assai vivo in Re bemolle maggiore) Scena XIII
  - Transizione Ne appellaste?... che volete? (Violetta, Alfredo, Flora, Gastone, Barone, Marchese, Dottore, Coro) Scena XIV
  - Arietta Ogni suo aver tal femmina (Alfredo) (Sostenuto in Do maggiore) Scena XIV
  - Coro Oh, infamia orribile (Gastone, Barone, Marchese, Dottore, Coro) (Velocissimo in do minore) Scena XV
  - Largo del Finale II Di sprezzo degno se stesso rende (Germont, Violetta, Alfredo, Flora, Gastone, Barone, Marchese, Dottore, Coro) (Largo in Mi bemolle maggiore) Scena XV

### Atto III
- 8 Preludio (Andante in do minore)
- 9 Scena e Romanza di Violetta
  - Scena Annina?... - Comandate?... (Violetta, Annina, Dottore) (Andante in do minore) Scena I-II-III
  - Declamato Teneste la promessa... (Violetta) (Andantino in Sol bemolle maggiore) Scena IV
  - Scena Attendo, attendo... né a me giungon mai!... (Violetta) (Andantino in la minore) Scena IV
  - Romanza Addio, del passato bei sogni ridenti (Violetta) (Andante mosso in la minore) Scena IV
- 10 Baccanale
  - Coro Largo al quadrupede (Coro di Maschere) (Allegro vivacissimo in Re maggiore) Scena IV
- 11 Duetto di Violetta e Alfredo
  - Scena Signora... - Che t'accadde? (Annina, Violetta) (Allegro assai vivo in Sol maggiore) Scena V
  - Tempo di attacco Alfredo! - Colpevol sono... so tutto, o cara... (Violetta, Alfredo) (Allegro assai vivo in Mi maggiore) Scena VI
  - Duetto Parigi, o cara, noi lasceremo (Alfredo, Violetta) (Andante mosso in La bemolle maggiore) Scena VI
  - Tempo di mezzo Ah, non più... a un tempio... (Violetta, Alfredo) (Allegro in La bemolle maggiore) Scena VI
  - Cabaletta Gran Dio!... morir sì giovine - Oh mio sospiro e palpito (Violetta, Alfredo) (Allegro in Do maggiore) Scena VII
- 12 Finale ultimo
  - Scena Ah, Violetta! - Voi, signor!... (Germont, Violetta, Alfredo) (Allegro assai vivo in la minore) Scena VIII
  - Concertato Prendi: quest'è l'immagine - No, non morrai, non dirmelo (Violetta, Alfredo, Germont, Annina, Dottore) (Andante sostenuto in do diesis minore) Scena VIII
  - Scena ultima È strano!... - Che! - Cessarono gli spasmi del dolore (Alfredo, Violetta, Germont, Annina, Dottore) (Andantino in La maggiore - Allegro in do diesis minore) Scena VIII

## Cast della prima
| Personaggio                           | Interprete                      | Interprete              |
| ------------------------------------- | ------------------------------- | ----------------------- |
| Personaggio                           | 6 marzo 1853                    | 6 maggio 1854           |
| Violetta Valery                       | Fanny Salvini Donatelli         | Maria Spezia Aldighieri |
| Alfredo Germont                       | Lodovico Graziani               | Francesco Landi         |
| Giorgio Germont                       | Felice Varesi                   | Filippo Coletti         |
| Flora Bervoix                         | Speranza Giuseppini             | Luigia Morselli         |
| Annina                                | Carlotta Berini                 |                         |
| Gastone                               | Angelo Zuliani                  | Antonio Galletti        |
| Douphol                               | Francesco Dragone               |                         |
| Marchese d'Obigny                     | Arnaldo Silvestri               |                         |
| Dottor Grenvil                        | Andrea Bellini                  | Andrea Bellini          |
| Giuseppe                              | Giuseppe Borsato                |                         |
| Domestico di Flora                    | Giuseppe Tona                   | Antonio Manzini         |
| Commissionario                        | Antonio Manzini                 | Antonio Manzini         |
| Scene                                 | Giuseppe Bertoja                |                         |
| Maestro al cembalo                    | Giuseppe Verdi (per tre recite) |                         |
| Primo violino e direttore d'orchestra | Gaetano Mares                   | Carlo Ercole Bosoni     |

## Differenze tra le versioni
Le differenze fra la versione del 1853 e quella del 1854 sono state oggetto di studi specifici. Il primo e il più importante è quello di Julian Budden, The Two Traviatas (Le due Traviate).
Dopo la prima del 6 marzo 1853, non soddisfacente a giudizio del compositore e in parte della critica, Verdi chiese a Ricordi una copia dello spartito per apportare alcune modifiche per la riproposta dell'opera al Teatro San Benedetto, il 6 maggio 1854. Dalle lettere di Tito I Ricordi si evince che Verdi aveva "aggiustato" ben cinque pezzi della partitura. A seguito dell'enorme successo riscosso da questa versione (che è quella che si esegue tuttora nei teatri), scrisse a De Sanctis:
(Giuseppe Verdi, Lettera a De Sanctis)
Per la nuova versione Verdi dichiarò di aver apportato una serie di modifiche alla partitura inserendo piccoli accorgimenti quali puntature e trasporti. Il confronto tra le due versioni dimostra però che le modifiche apportate furono molto più consistenti di quanto Verdi volesse far credere.
Budden nel suo studio così ricapitola le differenze tra la versione del 1853 e quella del 1854:
1. Scena e duetto (Violetta/Germont), Atto II
2. Aria (Germont), Atto II
3. Largo del Finale, Atto II
4. Duetto (Violetta/Alfredo), Atto III
5. Finale ultimo

| Scena e duetto, Atto II | Scena e duetto, Atto II |
| --- | --- |
| Il lungo duetto in cui Germont persuade Violetta a lasciare Alfredo, rappresenta la sezione più ricca di rimaneggiamenti da parte del compositore: | |
| Pura siccome un angelo: | |
| Versione 1853 | Versione 1854 |

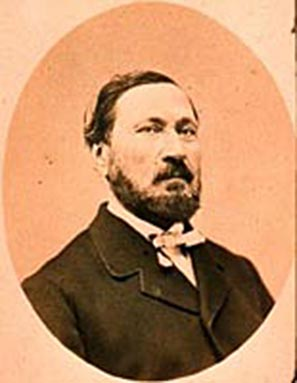
Filippo Coletti, per il quale Verdi modificò l'assolo di Germont

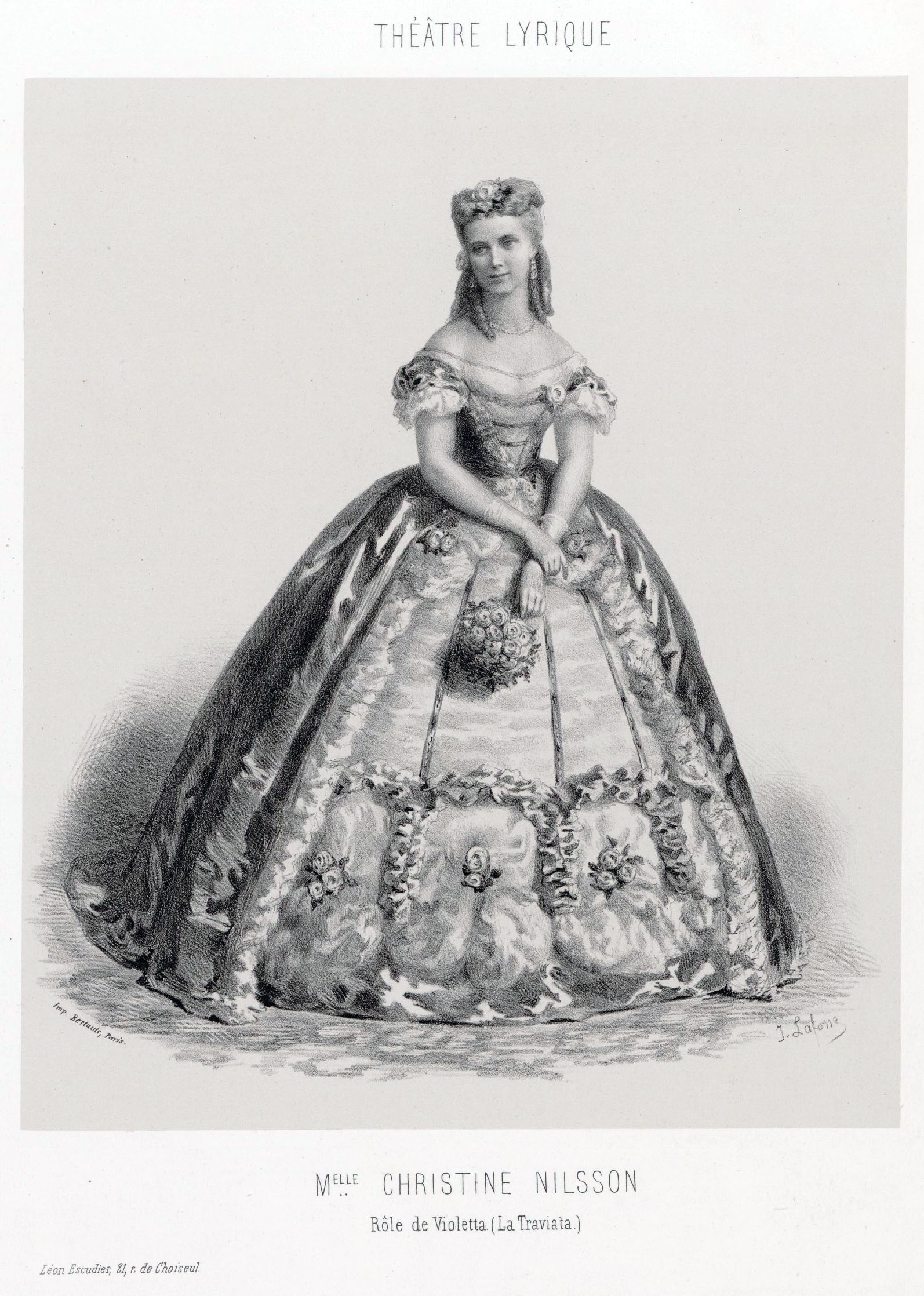
Christine Nilsson, Violetta nel 1854 a Parigi

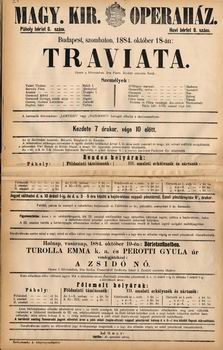
Locandina per una rappresentazione in Ungheria nel 1884

| Il breve assolo di Germont ha una tessitura più alta. Ha inizio con due frasi di otto battute identiche a parte piccoli ornamenti (nel libretto corrispondono alle prime due quartine dell'aria), con un Fa sul punto di massima enfasi. | Verdi abbassa la linea vocale del breve assolo di Germont per adeguarla al tipo di voce del nuovo baritono, Filippo Coletti. La prima frase di otto battute (corrispondente alla prima quartina) è modificata in modo tale da preparare la variante della seconda frase (con la seconda quartina). Un Re bemolle sancisce adesso il punto di massima enfasi della prima frase, mentre la seconda mantiene il Fa originario, che acquista però spicco. |
| Non sapete quale affetto: | |
| Versione 1853 | Versione 1854 |
| Il momento di massimo sfogo di Violetta (Ah, il supplizio è sì spietato/Che morir preferirò) è caratterizzato da blandi movimenti melodici e cromatismi affidati alla voce. | In questo punto la voce di Violetta rimane fissa sul Mi, mentre un movimento cromatico ascendente è affidato alla linea centrale dell'orchestra (violoncelli e fagotti, raddoppiati all'ottava dalle viole e dai clarinetti), come a raffigurare un dolore viscerale. Il dolore della protagonista acquista una nuova dimensione armonica. La voce in seguito si muove insieme alle parti melodiche dell'orchestra per poi sfociare all'improvviso su un Si bem. tenuto, una nota che si allontana dal Do maggiore con cui il passo si conclude, e ne rappresenta il contrappeso. |
| Così alla misera: | |
| Versione 1853 | Versione 1854 |
| La prima versione non prevedeva una parte per Germont. Il movimento armonico va da Do diesis minore alla tonalità di dominante, Sol diesis maggiore. Il cambiamento dello stato d'animo di Violetta si concreta tramite una "messa di voce" sul Sol diesis acuto seguito da un portamento all'ottava bassa. "Dite alla giovine" è in Mi maggiore, invece del Mi bemolle a cui siamo abituati. La parte di Violetta "Or imponete", fino al grido "Qual figlia m'abbracciate" è in Mi maggiore, la tonalità della sezione precedente. | Il movimento armonico va da Do diesis minore alla tonalità della dominante minore, Sol diesis minore: l'effetto è quello di una porta sprangata definitivamente. Manca il salto d'ottava. "Dite alla giovine" è in Mi bemolle maggiore. La parte di Violetta "Or imponete", fino al grido "Qual figlia m'abbracciate" è in Mi bemolle minore, segnando così un capovolgimento di stato d'animo rispetto al Mi bemolle maggiore della sezione precedente. |
| Cabaletta: Morrò!... la mia memoria | |
| Versione 1853 | Versione 1854 |
| La frase del baritono "Premiato il sacrifizio sarà del vostro amore" si ripeteva due volte. | La ripetizione non compare. |
| Aria Germont, II Atto | |
| Versione 1853 | Versione 1854 |
| La prima versione è molto più anodina | Anche se l'idea ritmica rimane la stessa della versione precedente, la conduzione è molto più vigorosa, e sfocia in un climax più marcato |
| Largo del finale II | |
| Versione 1853 | Versione 1854 |
| L'inizio dell'assolo di Germont "Di sprezzo degno" era leggermente più acuto, e saliva prima fino al Fa, poi fino al Sol bemolle. | I cambiamenti rientrano appieno nel novero delle puntature, poiché non mutano in alcun modo il senso drammatico dell'intervento di questo personaggio. Nel'assolo di Violetta "Alfredo, Alfredo", viene eliminato il Si bemolle acuto nella frase "Del tuo disprezzo". In generale, questa sezione presenta cambiamenti rilevanti soprattutto nella parte di Violetta. Si provvede a contenere una vocalità eccessivamente smaccata, da primadonna, evidentemente perché Verdi ritiene che il momento drammatico non la consenta.                                                 |
| Terzo atto: Scena e duetto Violetta/Alfredo | |
| Versione 1853 | Versione 1854 |
| La cabaletta tra il soprano e il tenore "Gran Dio morir sì giovane" è in Re bemolle maggiore. Per arrivare a questa tonalità, nel recitativo che la precede, la frase di Alfredo sulle parole "Tu impallidisci" sale di un semitono – dal Mi bem. al Mi naturale. La cabaletta concludeva con una serie di accordi ripetuti fatti apposta per strappare l'applauso. | La cabaletta è in Do. Sulle parole "Tu impallidisci la melodia di Alfredo rimane sul Mi bemolle, e l'enfasi di significato è resa non attraverso una linea vocale che sale, ma tramite il passaggio dalla tonalità di La bem. minore a Mi bem. minore, cioè la dominante minore. Scompaiono le fragorose battute finali, la situazione drammatica non consente applausi. |
| Finale ultimo | |
| Versione 1853 | Versione 1854 |
| Nei versi iniziali di Germont sulla frase "La promessa adempio" appare un Do diesis, mentre in corrispondenza delle parole "a stringervi" si trova un Mi. | Piccole puntature: la frase "La promessa adempio" presenta un Re, mentre sulle parole "a stringervi" un La prende il posto di un Mi. |

## I ruoli vocali

### Caratteri generali della vocalità verdiana
La vocalità delle opere verdiane presenta caratteri che variano dai primi agli ultimi lavori. All'inizio della sua carriera, Verdi fu soprannominato "Attila delle voci": la critica lo accusava di non saper comporre per i cantanti, di non essere in grado di gestire il rapporto tra strumenti e voci e di esser fuori dagli schemi compositivi che avevano caratterizzato le opere degli altri autori (Donizetti, Bellini, Rossini).
A differenza dei suoi colleghi compositori, Verdi prediligeva timbri realistici, considerandoli più espressivi. Tra i suoi primi modelli vi furono Vincenzo Bellini e Gaetano Donizetti, ma ben presto se ne discostò adottando criteri del tutto nuovi, che rivoluzionarono anche le tecniche di canto. Verdi indicò un nuovo modo di fare teatro in musica: l'azione scenica drammatica e l'elemento interpretativo avrebbero dovuto avere il sopravvento sulla purezza melodica, sul suono cristallino e sulla prassi belcantistica. Le melodie verdiane costituiscono ciò che più tocca l'esecutore e il pubblico; la loro funzione teatrale consiste nella raffigurazione di stati d'animo, pensieri, sentimenti vissuti dai personaggi e ciò viene espresso dai fraseggi, dal ritmo, dal materiale tematico.
La varietà di colori e d'intensità costituiscono gli elementi principali per costruire un corretto fraseggio, elementi peculiari dello stile verdiano. Verdi pretendeva che i cantanti fossero attori e inserì, nelle partiture, indicazioni precise di ciò che egli esigeva dagli interpreti rispetto al fraseggio, ai colori, ai suoni, agli accenti, perché apparisse chiaro quale fosse la vocalità appropriata.

### La vocalità di Violetta

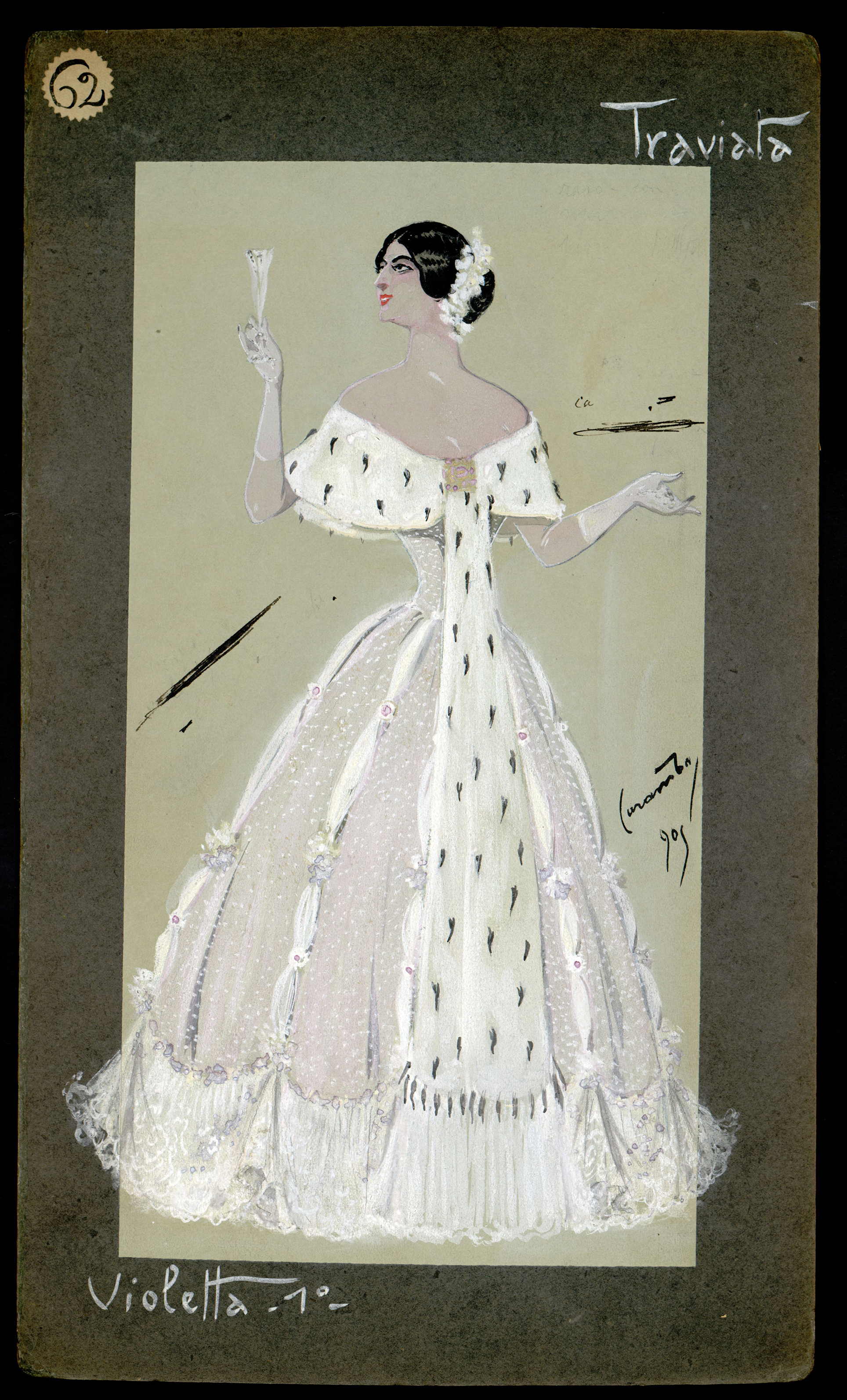
Violetta (soprano), figurino di Luigi Sapelli per La Traviata (1905)

Per rendere al meglio la psicologia del personaggio di Violetta si richiedono tre tipi di vocalità; Verdi riutilizza il modello del soprano lirico drammatico d'agilità avendo necessità di mettere in luce caratteristiche differenti nei diversi atti.
- Nel I atto si richiede una vocalità scattante, vivida, capace di piegarsi a civetterie salottiere: la vocalità di soprano leggero (personalità di una prostituta).
- Nel II atto la vocalità di riferimento è quella di soprano lirico (personalità di una donna innamorata costretta a rinunciare al suo grande amore).
- Il III atto passa a una vocalità di soprano drammatico (personalità di una moribonda che compie un gesto d'amore)[21].

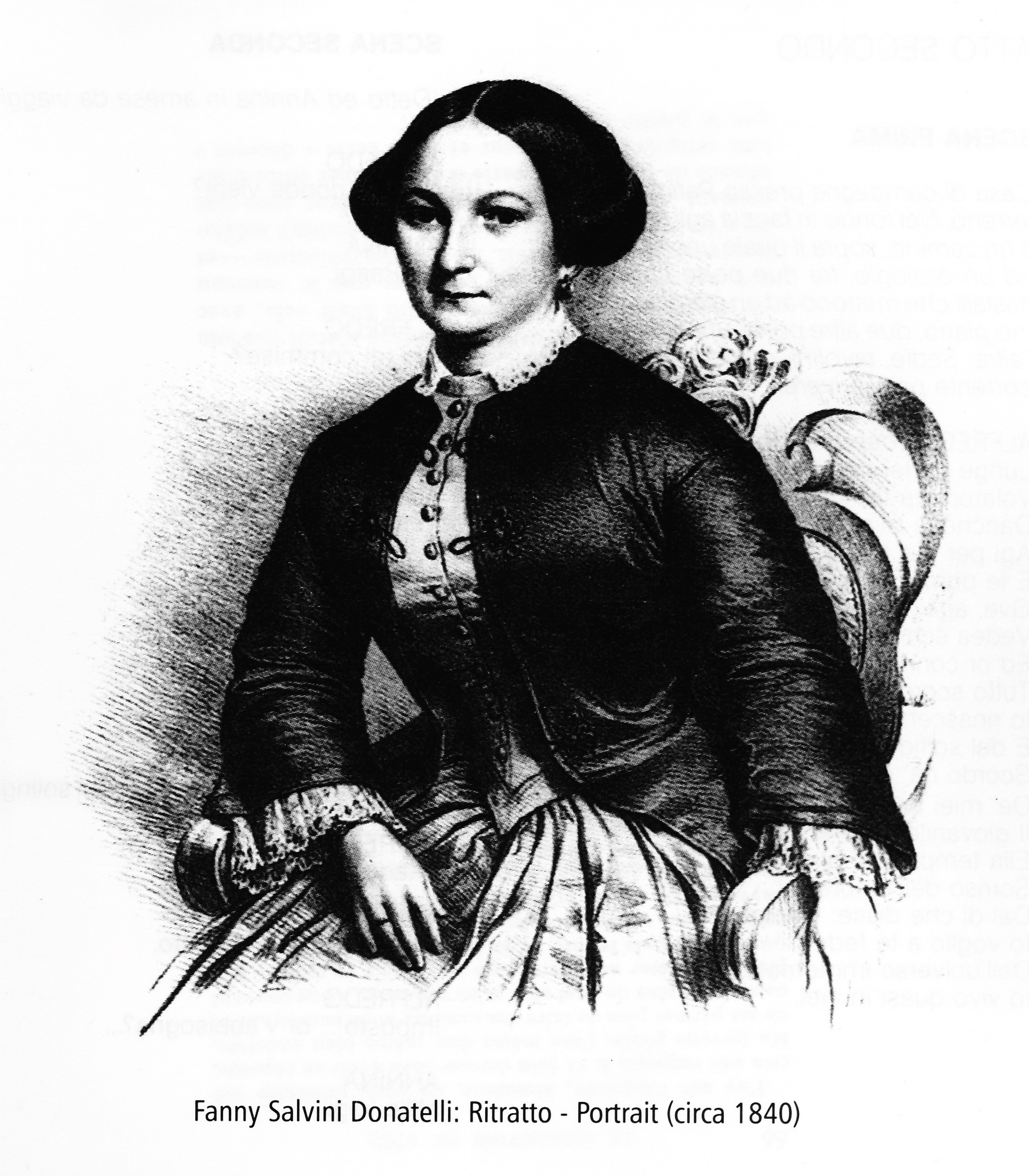
Fanny Salvini Donatelli, la prima Violetta

In passato questo ruolo è stato interpretato dalle voci più diverse, a partire dalla sua prima interprete nel 1853, Fanny Salvini Donatelli. Il soprano che portò al grande successo La traviata fu Maria Spezia, Violetta nella trionfale ripresa dell'opera al Teatro San Benedetto di Venezia nel 1854. Altre interpreti che lasciarono un'impronta sul ruolo furono Virginia Boccabadati, Marietta Piccolomini, Gemma Bellincioni, Rosa Ponselle, Claudia Muzio, Magda Olivero, Maria Callas, e poi ancora Renata Scotto, Anna Moffo, Montserrat Caballé, Beverly Sills, Mirella Freni, Cecilia Gasdia, Renata Tebaldi, Antonietta Stella, Edita Gruberová, Mariella Devia.

### La vocalità di Alfredo

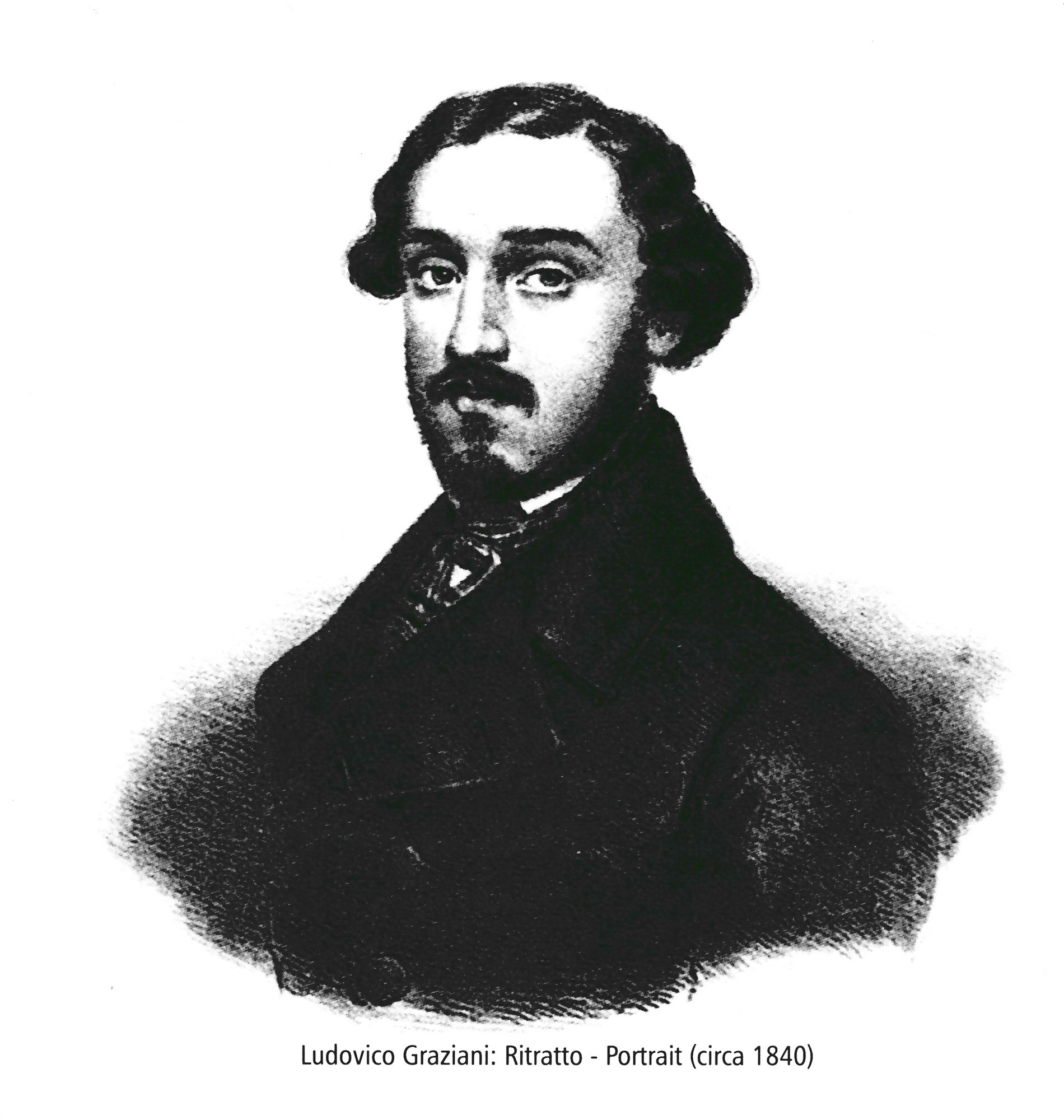
Lodovico Graziani, il primo Alfredo

La voce del tenore verdiano, in questo caso di Alfredo Germont, si caratterizza per un timbro più ampio e squillante, capace di passare da un canto più lirico, doloroso e nostalgico ad uno più declamato e sillabico. I maggiori interpreti furono Francesco Albanese, Gianni Poggi, Giuseppe Di Stefano, Neil Schicoff, Carlo Bergonzi, Gianni Raimondi, Plácido Domingo, Luciano Pavarotti, Alfredo Kraus.

### La vocalità di Germont
La tessitura di baritono di Giorgio Germont connota il sentimento paterno attraverso questo registro vocale. In Traviata gli viene affidato il ruolo di padre nobile. Tra gli storici Germont si ricordano Ugo Savarese, Tito Gobbi, Aldo Protti, Ettore Bastianini, Rolando Panerai, Mario Sereni, Renato Bruson.

## Tagli e acuti di tradizione
La vocalità di Traviata è stata spesso alterata da puntature e tagli cosiddetti "di tradizione", inseriti in un secondo momento senza rispettare ciò che Verdi scrisse in partitura. La questione dei tagli e le loro teorizzazioni trovano la massima espressione in uno storico volume firmato da Tullio Serafin e Alceo Toni, le cui posizioni sono contestate articolatamente da Philip Gossett.

### I atto
“È strano... Ah, forse è lui... Sempre libera”, recitativo, prima aria di Violetta e cabaletta relativa: l'orchestrazione è tipica delle prime opere verdiane dove sono presenti raddoppi, arpeggi e pizzicati. La voce è tutta scale e gorgheggi sempre più acuti che esprimono assai bene la febbrile allegria che Dumas descrive nel suo personaggio.
L'aria è composta di due strofe, e la seconda spesso è tagliata: secondo Serafin e Toni basta un'unica strofa per rendere al massimo, dal punto di vista drammatico, il momento sentimentale di riflessione e perplessità del personaggio.
Sulla penultima nota della cabaletta, principale inserimento di tradizione è il famoso e tanto atteso Mi♭5 (E♭6), mai scritto da Verdi.

### II atto
“De' miei bollenti spiriti”, aria di Alfredo. Felice ma inquieto, Alfredo si abbandona all'idea di colei che gli ha cambiato la vita. L'andante dell'aria è molto giovanile, ma spesso possono avvenire fraintendimenti sul tempo, poiché in partitura non è presente nessuna indicazione metronomica.
Tradizionalmente la cabaletta “O mio rimorso, o infamia” è stata definitivamente tagliata con la motivazione che non sia giustificata né dal contesto in cui è collocata e né dal testo. Il taglio è contestato da Gossett: i testi delle sezioni in minore di Verdi sono completamente differenti nelle due strofe, e ognuna, sensibile all'interazione di parola, musica e azione drammatica, ci può far udire la melodia in modo nuovo.
“No, non udrai rimproveri”, cabaletta di Giorgio Germont: molti degli interventi di revisione effettuati da Verdi tra la prima versione del 1853, e la seconda del 1854 riguardano la parte vocale di Germont. Originariamente la cabaletta presentava una tessitura che sfociava in un registro molto acuto e ripeteva più volte il Fa3, un effetto abbandonato nella revisione, che però risulta anche molto meno efficace. Lo ammette anche Gossett: La versione riveduta della cabaletta è al confronto più anodina, una delle ragioni che ha determinato la sua frequente omissione. La cabaletta secondo Serafin deve essere eliminata, come spesso accade, perché più che inutile, impropria.

### III atto
“Teneste la promessa... addio del passato”: l'aria di Violetta rappresenta uno dei momenti lirici, patetici e struggenti della scrittura melodica verdiana. Di frequente è eseguita solo la prima parte dell'aria – nel suo libro Tullio Serafin afferma che non c'è motivo di ripetere qualcosa che sia già stata ascoltata una volta.
Il taglio è contestato da Gossett, il quale afferma che la parte che spesso si trova ad essere eliminata contiene un tono espressivo più scuro: non a caso Verdi scrive differenti segni d'espressione nell'autografo, indicando all'interprete come differenziare le due strofe.
“Gran dio morir sì giovine” scena e duetto di Violetta e Alfredo: secondo Serafin bisogna tagliare subito dopo l'esposizione della melodia da parte di Violetta per andare subito al Finale ultimo. Serafin afferma che il taglio è utile al miglioramento dell'opera: «Al precipitare della catastrofe risolutiva non importa certo la soppressione di un ultimo breve scambio d'amorosi sensi tra i due amanti, uno dei quali è per rendere l'ultimo respiro», ma il pensiero di Serafin viene contestato da Gossett in quale afferma che tutto ciò che Verdi scrive nelle sue opere non è mai scritto per caso, non è mai superfluo e invece risulta fondamentale ai fini della drammaturgia: «Verdi porta la musica lì dove sente che essa deve andare. Mentre la struttura della frase e la forma melodica sono la quintessenza dello stile verdiano, la concezione di fondo mostra l'intenzione di rispondere alle esigenze del dramma, e segna la maturazione del compositore».
Nella versione del 1853 questa cabaletta era in Re bemolle maggiore e fu trasportata di mezzo tono più in basso – in Do maggiore - alla ripresa dell'opera dell'anno successivo.

## I piani tonali dell'opera
Pur avendo quattro diesis in chiave (tonalità di Mi maggiore), il preludio comincia in Si minore (anticipando il tema del preludio del III atto, che si apre sul letto di morte di Violetta) e vi resta per sedici battute. Le restanti trentatré sono in Mi maggiore e anticipano, dilatandola, la melodia più famosa dell'opera, quello "Amami, Alfredo" che compare nel secondo atto.
Secondo diversi autori, il preludio disegna il ritratto della protagonista: per Julian Budden, ad esempio, la frivolezza della cortigiana è rappresentata dal controcanto lieve e frivolo dei violini, mentre la sofferenza amorosa della donna, che sacrifica la sua vita mondana per Alfredo, trova oggettivazione nel timbro dei violoncelli, una contrapposizione che rispecchia il contrasto interiore di Violetta: per questo autore il preludio è dunque il «ritratto musicale della protagonista quale appare dall'opera». Paolo Gallarati parla invece di «uno sguardo sulla dimensione esistenziale [di Violetta] antecedente la sua straordinaria vicenda di redenzione. Ritrae la sua capacità di soffrire (tema della malattia) e quella di amare "Amami, Alfredo!" quand'erano ancora allo stato virtuale». Guardandolo nel complesso, come mette in evidenza Fabrizio Della Seta, il Preludio ritrae la protagonista nei suoi tre aspetti principali: la sofferenza, l'amore appassionato e la vita da cortigiana.
Il rapporto tonica/dominante è centrale in questa fase iniziale dell'opera: il preludio si apre in Si minore, cioè la dominante (minore) della tonalità d'impianto, passa in Mi maggiore, a sua volta dominante della tonalità successiva, e il I atto comincia in La maggiore. La serie di quinte discendenti conduce l'ascoltatore nella dimensione narrativa come se scendesse lungo una scala che introduce al salotto di Violetta, un modo di procedere che mostra spiccate analogie col modo in cui Dumas, nel romanzo, introduce la vicenda.
Nel preludio la tonalità di Si minore rappresenta la morte, quella di Mi maggiore l'amore di Violetta, un'analogia che riflette l'intenzione originale di Verdi di intitolare l'opera Amore e Morte (prima di ricevere il parere negativo da parte della censura). Salendo soltanto di un semitono, mantenendo lo stesso rapporto e apparendo in ordine inverso, nel II atto l'amore è rappresentato dalla tonalità di Fa maggiore (“Amami Alfredo”), mentre quello della morte nel preludio del III atto dalla sua dominante in modalità minore (Do minore). La morte, in Traviata, circoscrive l'amore, ed è dominante anche letteralmente.
Secondo Martin Chusid in Traviata svolge un ruolo primario la tonalità di Fa maggiore, che qui è la tonalità delle scene d'amore. Tutti i punti salienti in cui emerge l'amore tra Alfredo e Violetta, anche se per bocca di altri personaggi, sono in questa tonalità: "Sempre Alfredo a voi pensa" (Gastone), "Un dì, felice, eterea" (Alfredo), "È strano..." e poi "Ah, fors'è lui..." (Violetta) nel I Atto, "Più non esiste, or amo Alfredo..." e "Amami Alfredo" (Violetta) nel II Atto.
L'ultima volta in cui Verdi tocca il Fa maggiore è quando Alfredo riceve la lettera di commiato di Violetta. Allo stesso modo, come fa notare Guglielmo Barblan, una serie di scene sono collegate attraverso la tonalità di Mi bemolle maggiore. Barblan inoltre evidenzia le relazioni melodiche evidenti tra la melodia più celebre affidata ad Alfredo ("Di quell'amor") e la più bella frase d'amore di Violetta ("Amami, Alfredo").
In quest'opera assumono un ruolo di primo piano le distanze di semitono. Il II Atto comincia in La minore e finisce in La bemolle maggiore, il III Atto inizia in Do minore e finisce in Re bemolle minore: una costruzione simmetrica e rovesciata. Il continuo passaggio dal Do minore al Re bemolle minore del duetto Violetta-Germont nel II Atto, anticipa il movimento continuo tra le stesse tonalità del III Atto: nel primo caso muore il sogno d'amore della protagonista, nel secondo è lei stessa a morire. Inoltre «Il contrasto tra Germont e Violetta esplode, letteralmente, su una falsa relazione fa naturale–fa bemolle ("Così alla misera") che contrappone il re bemolle maggiore di Germont al re bemolle minore di Violetta: e ci si chiede se sia un caso che la tonalità su cui Violetta cede a Germont sia quella in cui morirà. Un'altra falsa relazione, rovesciata rispetto alla prima (fa naturale del clarinetto, fa diesis dei violini, dove il fa naturale è un'appoggiatura della nona di dominante in tonalità di sol minore e il fa diesis la sensibile) s'incontra poco più avanti, subito dopo "Chi men darà coraggio"».

## Incisioni discografiche
| Anno | Cast (Violetta Valery, Alfredo Germont, Giorgio Germont)  | Direttore                   | Etichetta                |
| ---- | --------------------------------------------------------- | --------------------------- | ------------------------ |
| 1928 | Mercedes Capsir, Lionel Cecil, Carlo Galeffi              | Lorenzo Molajoli            | Columbia                 |
| 1931 | Anna Rosza, Alessandro Ziliani, Luigi Borgonovo           | Carlo Sabajno               | La voce del padrone      |
| 1946 | Adriana Guerrini, Luigi Infantino, Paolo Silveri          | Vincenzo Bellezza           | Columbia                 |
| 1946 | Licia Albanese, Jan Peerce, Robert Merrill                | Arturo Toscanini            | RCA                      |
| 1953 | Maria Callas, Francesco Albanese, Ugo Savarese            | Gabriele Santini            | Cetra                    |
| 1954 | Renata Tebaldi, Gianni Poggi, Aldo Protti                 | Francesco Molinari-Pradelli | Decca                    |
| 1955 | Antonietta Stella, Giuseppe Di Stefano, Tito Gobbi        | Tullio Serafin              | EMI - Columbia           |
| 1955 | Maria Callas, Giuseppe Di Stefano, Ettore Bastianini      | Carlo Maria Giulini         | EMI                      |
| 1956 | Rosanna Carteri, Cesare Valletti, Leonard Warren          | Pierre Monteux              | RCA                      |
| 1958 | Maria Callas, Alfredo Kraus, Mario Sereni                 | Franco Ghione               | EMI                      |
| 1959 | Victoria de los Ángeles, Carlo Del Monte, Mario Sereni    | Tullio Serafin              | EMI - His Master's Voice |
| 1960 | Anna Moffo, Richard Tucker, Robert Merrill                | Fernando Previtali          | RCA                      |
| 1962 | Joan Sutherland, Carlo Bergonzi, Robert Merrill           | John Pritchard              | Decca                    |
| 1962 | Renata Scotto, Gianni Raimondi, Ettore Bastianini         | Antonino Votto              | Deutsche Grammophon      |
| 1967 | Montserrat Caballé, Carlo Bergonzi, Sherrill Milnes       | Georges Prêtre              | RCA                      |
| 1968 | Pilar Lorengar, Giacomo Aragall, Dietrich Fischer-Dieskau | Lorin Maazel                | Decca                    |
| 1971 | Beverly Sills, Nicolai Gedda, Rolando Panerai             | Aldo Ceccato                | EMI                      |
| 1976 | Ileana Cotrubaș, Plácido Domingo, Sherrill Milnes         | Carlos Kleiber              | Deutsche Grammophon      |
| 1979 | Joan Sutherland, Luciano Pavarotti, Matteo Manuguerra     | Richard Bonynge             | Decca                    |
| 1980 | Renata Scotto, Alfredo Kraus, Renato Bruson               | Riccardo Muti               | EMI                      |
| 1991 | Cheryl Studer, Luciano Pavarotti, Juan Pons               | James Levine                | Deutsche Grammophon      |
| 1992 | Kiri Te Kanawa, Alfredo Kraus, Dmitrij Hvorostovskij      | Zubin Mehta                 | Philips                  |
| 1992 | Edita Gruberová, Neil Shicoff, Giorgio Zancanaro          | Carlo Rizzi                 | Teldec                   |
| 1993 | Cecilia Gasdia, Peter Dvorsky, Giorgio Zancanaro          | Carlos Kleiber              | Maggio Live              |
| 2005 | Anna Netrebko, Rolando Villazón, Thomas Hampson           | Carlo Rizzi                 | Deutsche Grammophon      |

## Trasposizioni televisive e cinematografiche
Tra i diversi titoli che ripropongono l'opera ricordiamo:
- La traviata (1968) diretto da Mario Lanfranchi, con Anna Moffo, Franco Bonisolli, Gino Bechi ed il coro e l'orchestra del Teatro dell'Opera di Roma, diretta da Giuseppe Patanè
- La traviata (1983) diretto da Franco Zeffirelli - James Levine/Teresa Stratas/Plácido Domingo/Cornell MacNeil/Axelle Gall/Paolo Barbacini/The Metropolitan Opera Orchestra and Chorus, Deutsche Grammophon DVD - Grammy Award for Best Opera Recording 1984
- La traviata - Georg Solti/Angela Gheorghiu/Frank Lopardo/Leo Nucci, 1994 Decca
- La traviata a Paris (2000) direttore Zubin Mehta - Eteri Gvazava/José Cura/Rolando Panerai
- La traviata (Salisburgo 2005) - Carlo Rizzi/Anna Netrebko/Rolando Villazón/WPO, regia Willy Decker, Deutsche Grammophon
- La traviata - James Conlon/Renée Fleming/Rolando Villazón, 2006 Decca
- Violetta (2011) regia di Antonio Frazzi

Tra i film invece ispirati all'opera ricordiamo:
- Margherita Gauthier (1936) diretto da George Cukor
- Mi permette, babbo! (1956) diretto da Mario Bonnard
- Croce e delizia (1995) diretto da Luciano De Crescenzo
- Moulin rouge! (2001) diretto da Baz Luhrmann